# Autoimune bolesti
Autoimune bolesti su brojni poremećaji koji nastaju kao posledica gubitka imunološke tolerancije organizma na sopstvene antigene ili, najkraće rečeno, radi se o bolestima kod kojih sam organizam napada sopstvene ćelije. Ove bolesti se najčešće javljaju kod pacijenata sa genetskom predispozicijom, izazvanom brojnim egzogenim i endogenim faktorima.
Bilo koji poremećaj u radu imunskog sistema ima za posledicu slabost tog sistema, koja dovodi do različitih poremećaja, koji mogu biti od lakih alergijskih do teških imunoloških bolesti, različitih imunoloških deficijencija i tumora.

## Patofiziologija
Autoimune bolesti, nastaju usled imunskog oštećenja sopstvenih ćelija, tkiva i organa („organizam napada sam sebe“), ili, gubitka tolerancije na sopstvena tkiva. Aktivirana ćelijska i humoralna reakcija vezana uz autoimuni proces u organizmu dovodi do oštećenja sopstvenih tkiva.
Patogenezu i kliničku sliku bolesti određuje sopstveni antigen, koji je napadnut odnosno organ na čijim se ćelijama taj antigen nalazi pa razlikujemo dve vrste autoimunih bolesti;
- Organ specifične autoimune bolesti, kao što su npr. Hashimoto tireoiditis ili autoimuni hepatitis.
- Tkivno specifične autoimune bolesti, za koje kažemo da su sistemske bolesti kao što je na primer anafilaktična purpura (ospa)[1]

Imunski sistem ima za cilj da zaštiti organizam od tuđih ćelija ali i da ga sačuva ga od napada »sopstvenog organizma na sopstvene ćelije« i na taj način spreči;
- napad endogenih činilaca koji mogu izazvati pojavu tumora
- brojne autoimunske promene, i uticaje spoljnih (egzogenih) činilaca kao što su mikroorganizmi, toksini - otrovi, različiti antigeni itd.

Normalna funkcija imunoregulacionih mehanizama sprečava pojavu autoimunih bolesti. Do danas u medicini nije u potpunosti razjašnjeno na koji način organizam prepoznaje svoje, a na koji način tuđe antigene i zašto kod zdravih ljudi, on ne napada sopstvena tkiva? Prema dosadašnjim saznanjima, najverovatnije je to posledica gubitka aktivne tolerancije na antigenske determinante sopstvenih ćelija zbog kojih nastaju neodgovarajuće i promenjene reakcije imunskog sistema, što rezultuje nastankom autoimune bolesti.
U poslednjih nekoliko godina uloženi su veliki napori u istraživanju regulacionih limfnih T ćelija koje "gase" imunološki odgovor kada on više nije potreban za odbranu organizma. To se dešava kada je infekcija izazvana nekim patogenim agensom savladana. Ali ona se ne događa kod pojedinih bolesti kao što je to npr. multiple skleroze u kojoj ćelije sopstvenog imunskog sistema napadaju tkivo centralnog nervnog sistema, koje bi po svojoj primarnoj funkciji trebalo da štite. Brojne studije su potvrdila da su ćelije kod pacijenata zahvaćenih nekom od autoimunih bolesti oštećene i da umesto zaštite dovode do destruktivne reakcije imunskog sistema. Tako je npr. u multiploj sklerozi otkriven defekt u ćelijama koji se ogleda u potpunom ili djelimičnom nedostatku proteina nazvanog CD39.
U nastajanju autoimunih bolesti važnu ulogu imaju genetički, polni i sredinski činioci.

## Genetički faktori
Određeni pojedinci su genetički osetljivi na razvoj autoimunih bolesti. Ova osetljivost je povezana sa većim brojem gena ili zajedno sa drugim faktorima rizika. Zato pri proučavanju uticaja genetičkog faktora na pojavu autoimunih bolesti ne treba gledati samo na gene, već i na to kako se oni integrišu u ambijent (u kojem deluju različiti ambijentalni štetni faktori). A Genetička predispozicija pojedinaca se ne razvija uvek u autoimune bolesti.
Smatra se da postoje tri glavne grupe gena koje igraju glavnu ulogu u nastanku mnogih autoimunih bolesti. Ti geni se odnose na: 
- Imunoglobuline
- receptori T-ćelija
- Glavni histokompatibilni kompleks (MHC).

Prva dva faktora, koja su uključena u prepoznavanje antigena, stalno su promjenjiva i podložna rekombinacijama. Ove varijacije omogućavaju imunskom sistemu da odgovori na vrlo široku grupu „napadača“, ali takođe može dovesti do uvećane sposobnosti limfocita, samoreaktivnosti.
Naučnici poput engl. H. McDevitt, G. Nepom, J. Bell i J. Todd izneli su čvrste dokaze da su određeni glavni histokompatibilni kompleksi (MHC) alotipovi klase II značajno povezani sa sledećim autoimunim bolestima:
- HLA DR2, je u izraženo pozitivnoj korelaciji sa sistemskim eritemskim lupusom, narkolepsijom[3] i multiple skleroze, a u negativnoj korelira s DM tip 1.
- HLA DR3 je u velikoj korelaciji sa Sjogrenovim sindromom, miastenijom gravis, SLE, DM tip 1.
- HLA DR4 je u korelaciji sa pojavom reumatoidnog artritisa, šećerne bolesti tip 1, i pemfigus vulgaris.

Manje korelacije postoje sa MHC molekulom razreda I. Najistaknutija je povezanost između HLA B27 i ankilozirajućeg spondilitisa. Korelacije mogu postojati i između polimorfizma unutar klase II HLA promotera i autoimunih bolesti.
Doprinosi gena izvan glavnog histokompatibilnog kompleksa ostaju predmet istraživanja, bolesti u životinjskom modelu (Linda Viker}} je opsežna genetička studija šećerne bolesti u NOD miša), te u bolesnika (engl. Brian Kotzin analiza osetljivosti povezane sa SLE).

## Pol
| Žensko/muški odnos u incidenci autoimunih bolesti | Žensko/muški odnos u incidenci autoimunih bolesti |
| ------------------------------------------------- | ------------------------------------------------- |
| Hašimotov tireoiditis                             | 10/1                                              |
| Grejvs-Bazedovljeva bolest                        | 7/1                                               |
| Multipla skleroza (MS)                            | 2/1                                               |
| Miastenija gravis                                 | 2/1                                               |
| Systemski eritemski lupus (SLE)                   | 9/1                                               |
| Reumatoidni artritis                              | 5/2                                               |
| Sjogrenov sindrom                                 | 24/1                                              |

Polne razlike takođe imaju određenu ulogu u razvoju autoimunih poremećaja,. Postoji posebna grupa ili većina autoimunih bolesti čija je pojava uzrokovana polnim razlikama. Gotovo 75% od više od 23,5 miliona Amerikanaca koji boluju od autoimunih bolesti su žene, iako se često ne priznaje da milioni muškaraca takođe pate od ove bolesti. Prema američkoj Asocijaciji za autoimune bolesti (AARDA), autoimune bolesti koje se javljaju u muškaraca imaju tendenciju da budu ozbiljnije. Nekoliko autoimunih bolesti se u muškarca jednako ili više javljaju nego kod žena, (npr; ankilozirajući spondilitis, šećerna bolest tip 1, Vegenerova granulomatoza , Kronova bolest i psorijaza.
Uloga polnih razlika u autoimunim bolestima i dalje je nejasna. Žene se uglavnom javljaju u većem broju kao posledica zapaljenskog odgovora u odnosu na muškarce čiji se imunološki sistem aktivira, nakon prisustva faktora povećanog rizika za nastanak autoimunih bolesti. Uticaj polnih-steroidnih hormona je takođe značajan u mnogim autoimunim bolestima, jer oni imaju tendenciju da se menjaju u skladu sa hormonalnim promenama, (npr. u toku trudnoće, u menstrualnom ciklusu, ili za vreme primene oralne kontracepcije. Veći broj trudnoća takođe može povećati rizik za pojavu autoimune bolesti. Razmena ćelija između majke i njene dece tokom trudnoće može izazvati autoimune poremećaje sa tendencijom za razvoj autoimunih bolesti u daljem životu majke ili deteta. Ovaj bi savjet spolnu ravnotežu u smjeru od žena.
Druga teorija smatra da je kod žena prisutna visoka tendencija za razvoj autoimunih poremećaja zbog neuravnotežene inaktivacije X hromozoma. Teoriju X-inaktivacije, nedavno je predložila grupa istraživača sa Univerziteta engl. Princeton's Jeff Stewart, koja je potvrđena eksperimentalno u sklerodermi i autoimunom tireoiditisu. Drugi kompleksi genetički povezani sa X-hromozomom i njihovi mehanizmi dejstva trenutno su u fazi istraživanja.

## Vrste
| Bolest                         | Pogođeno tkivo, organ                                                  |
| ------------------------------ | ---------------------------------------------------------------------- |
| Autoimuna enterpotija          | Debelo crevo i tanko crevo                                             |
| Autoimuni hepatitis            | Jetra                                                                  |
| Sindromi                       | Pankreas, Nadbubrežna žlezda, Timus                                    |
| Bulozni pemfigus               | Koža                                                                   |
| Gastritis-hronični             | Želudac                                                                |
|                                | -                                                                      |
| Ulcerozni kolitis              | Debelo crevo i rektum                                                  |
| Dermatomiozitis                | Mišići i Koža                                                          |
| Šečerna bolest Typ 1           | Pankreas                                                               |
|                                | Koža, tanko crevo                                                      |
| Bulozna epidermoliza - stečena | Koža                                                                   |
| Glomerulonefritis              | Bubreg                                                                 |
| Goodpasture-Sindrom            | Bazalna membrana bubrega i pluća                                       |
|                                | Mijelin aksona perifernog nervnog sistema                              |
|                                | Štitna žlezda                                                          |
|                                | Koža                                                                   |
| Linearna IgA-Dermatoza         | Koža                                                                   |
| Eritemski lupus                | Unutrašnji organi i koža                                               |
| Mikroskopski poliangiitis      | Koža, bubreg, pluća                                                    |
|                                | Koža, dužica                                                           |
|                                | TSH receptori štitnjače                                                |
| Morbus Bechterew               | Kičmeni stub, dužica oka                                               |
| Kronova bolest                 | Ceo digestivni trakta (tanko i debelo crevo)                           |
| Multipla skleroza              | Demijelinzacija aksona nervnih ćelija CNS                              |
| Miastenija gravis              | Acetilholin receptori na krajevima motornih ploče                      |
| PANDAS                         | Bazalne ganglije mozga                                                 |
| Pemfigus foliaceus             | Koža                                                                   |
| Pemfigus seboroični            | Koža                                                                   |
| Pemfigus vulgaris              | Keratoza usne sluzokože i kože                                         |
| Polihondritis                  | Zglobne hrskavice, ušna i nosna hrskavica                              |
| Polimiozitis                   | Mišići                                                                 |
| Reumatska groznica             | Vezivno tkivo i zglobovi, srčani mišić, bazalne ganglije u mozgu, Koža |
| Reumatoidni artritis           | Vezivno tkivo i zglobovi, tetive                                       |
|                                | Skelet (artritis, hiperostoza, upala kostiju), koža (akne)             |
| Sarkoidoza (Morbus Boeck)                  | Limfni čvorovi, pluća, vezivno tkivo                                   |
| Sjogrenov sindrom              | Pljuvačne žlezde, suzne žlezde                                         |
| Sistemska skleroza             | Vezivno tkivo ispod kože                                               |
|                                | Nervne ćelije centralnog nervnog sistema                               |
| Simpatička oftalmija           | Oči                                                                    |
| Sistemski eritematozni lupus   | Koža, zglobovi, bubreg, centralni nervni sistem, krvni sudovi          |
| Alergijski vaskulitis          | Koža, bubreg, gastrointestinalnio trakt, zglobovi                      |
| Vitiligo                       | Melanociti                                                             |
| Vagnerova granulomatoza        | Uključujući bubrege, pluća, ORL-regija                                 |
| Celijakija                     | Tanko crevo                                                            |

## Literatura
- Kono DH, Theofilopoulos AN. Autoimmunity. In: Firestein GS, Budd RC, Gabriel SE, McInnes IB, O'Dell JR, eds. Kelley and Firestein's Textbook of Rheumatology. (10th изд.). Philadelphia, PA: Elsevier. 2017.:chap 19.
- Kumar V, Abbas AK, Aster JC (2015). „Diseases of the immune system”.  Ур.: Kumar V, Abbas AK, Aster JC,. Robbins and Cotran Pathologic Basis of Disease. (9th изд.). Philadelphia, PA: Elsevier Saunders.:chap 6.
- Winter WE, Harris NS, Merkel KL, Collinsworth AL, Clapp WL. „Organ-specific autoimmune diseases”.  Ур.: McPherson RA, Pincus MR,. Henry's Clinical Diagnosis and Management by Laboratory Methods. (23rd изд.). St. Louis, MO.: Elsevier; 2017:chap 54.

## Spoljašnje veze
|  | Molimo Vas, obratite pažnju na važno upozorenje u vezi sa temama iz oblasti medicine (zdravlja). |